# Laagpakket van Caberg

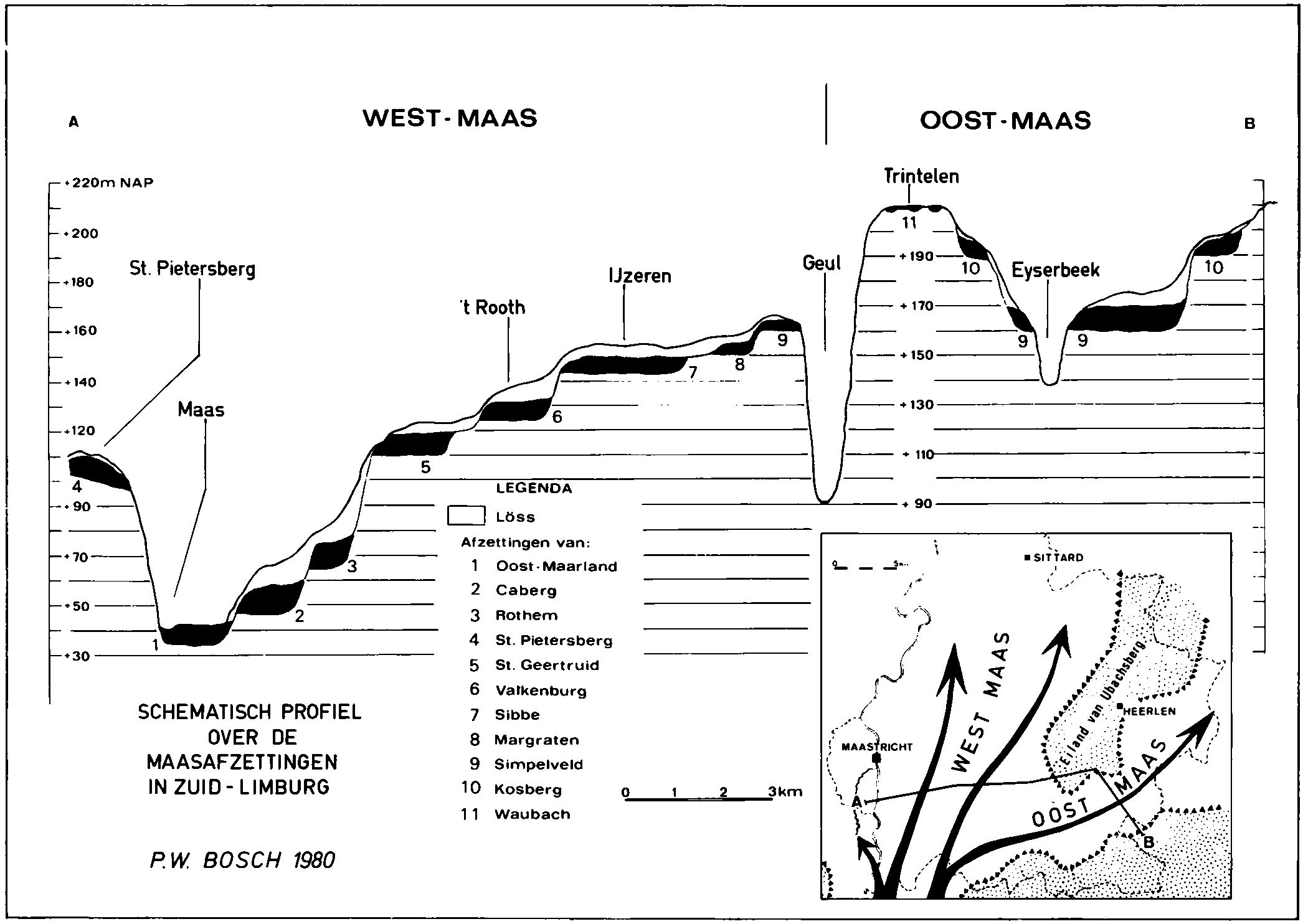
Profiel over de Maasafzettingen in Zuid-Limburg: nummer 2 is het Laagpakket van Caberg

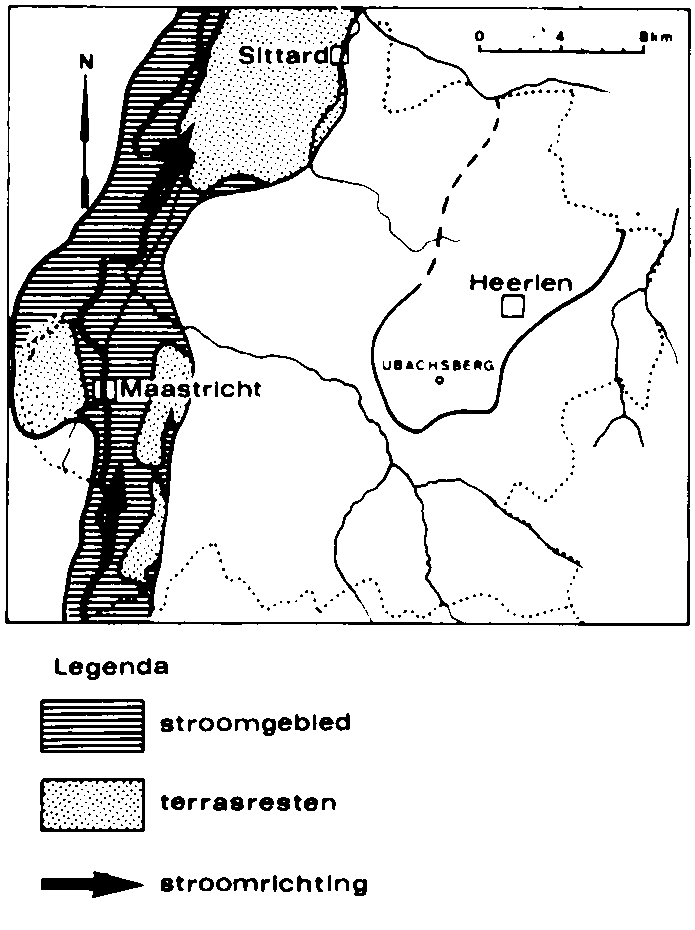
Verbreiding en hoofdstroomrichtingen Maasterrasafzettingen in Zuid-Limburg tijdens de Rothem-Caberg-fase

Het Laagpakket van Caberg, voorheen ook bekend als de Afzettingen van Caberg, is een afzetting uit de Formatie van Beegden (voorheen de Formatie van Veghel) in de Boven-Noordzee Groep. Het laagpakket werd afgezet door de Westmaas in het midden Pleistoceen (Saalien).
De afzetting is vernoemd naar de wijk Caberg.

## Voorgeschiedenis
Het gebied van de Ardennen en Zuid-Limburg was aan het einde van het Tertiair een schiervlakte waar de Oermaas stroomde.
Door de opheffing van het Ardennen-Rijnlandse-Massief worden de uit het zuiden komende rivieren gedwongen zich in te snijden in het langzaam rijzende gebied. Dit gaat gepaard met sterke erosie in de Ardennen en het zuidelijke gelegen Vogezengebied. Grof gebergtepuin wordt naar Zuid-Limburg getransporteerd en herkent men nu voor het eerst een uit het zuiden komende rivier die de Maas te noemen is.
Het oudste morfologisch herkenbare dal van de Maas strekt zich uit van Luik over Eijsden, Noorbeek, Gulpen, Simpelveld, Kerkrade naar Jülich, waar de Maas uitmondde in de Rijn. Dit is het dal van de Oostmaas. In het noorden wordt dit dal begrensd door een hoge rug die loopt van Hallembaye (Eiland van Hallembaye) naar de hoogte van Banholt (Eiland van Banholt) en de hoogte van Ubachsberg (Eiland van Ubachsberg) bij de Huls. Door de latere doorbraak van de Maas naar het westen zijn grote delen van de noordelijke dalwand verdwenen en zijn alleen de voornoemde punten voor erosie gespaard gebleven. Dit dal is dan verder te volgen langs de oostrand van het Eiland van Ubachsberg naar Waubach. Ten noorden van de Feldbissbreuk, in het dalingsgebied, vervaagt de noordelijke dalwand.
De zuidelijke dalwand wordt gevormd door de zogenoemde gebergterand, een steilrand die de zuidelijke begrenzing vormt van het sedimentatiegebied van de Maas. Deze gebergterand, die tevens de noordrand van de schiervlakte vormt, loopt langs Hoogcruts, Epen, Vijlen en via Orsbach over Duits gebied in de richting van Vetschau ten noorden van Laurensberg.
De opheffing van het gebied ging tevens gepaard met een lichte kanteling naar het noordwesten, waardoor het dal van de Oostmaas steeds hoger kwam te liggen. Na verloop van tijd werd de Maas dan ook gedwongen dit dal te verlaten. De Maas brak toen door de noordelijke dalwand ten westen van Gulpen om zich een weg te banen naar het noorden langs de westelijke flank van het Eiland van Ubachsberg. De afzettingen uit die fase dat de Maas aan twee kanten van het Eiland van Ubachsberg stroomde zijn van het Laagpakket van Simpelveld. De naar het westen verlegde Maas is de Westmaas.

## Het dal van de Westmaas
Aan het einde van het Tiglien heeft de Oostmaas het west-oost gerichte dal verlaten en noordwestelijk van het Hallembaye-Ubachsberg hoog een nieuw dal ingesneden. Dit was het begin van de huidige Westmaas en haar dal.
Door de tijd heeft de Westmaas zich langzaam steeds dieper ingesneden in het landschap. Daarbij vond er op verschillende plekken sedimentatie plaats waarbij onder andere Maasgrind werd afgezet. Door hoge waterstanden werd een deel van die afzettingen weggespoeld, maar een deel bleef op de Maasterrassen achter als restant van de hoger gelegen bedding van de Westmaas.
Op enkele plaatsen is het Laagpakket van Caberg afgezet insnijdend op het oudere Laagpakket van Rothem, het Laagpakket van St. Pietersberg of Rijnzand en -grind uit de Formatie van Sterksel, terwijl het Laagpakket van Caberg lokaal ingesneden wordt door het jongere Laagpakket van Oost-Maarland of het Laagpakket van Gronsveld.

## Afzettingen
Het Laagpakket van Caberg bestaat uit (grof) zand en grof grind, inclusief stenen, keien en rotsblokken die door de Westmaas fluviatiel zijn afgezet. Het heeft een dikte tot ongeveer vijftien meter en basis van het laagpakket ligt op een hoogte van 47 meter boven NAP. Het laagpakket is onder andere gesitueerd rond Caberg in het gebied aan de noordwestkant van Maastricht.